# Krebet Senggrong
Krebet Senggrong is een bestuurslaag in het regentschap Malang van de provincie Oost-Java, Indonesië. Krebet Senggrong telt 4444 inwoners (volkstelling 2010).